# Senato (Uzbekistan)
Il Senato dell’Uzbekistan (in uzbeco Oʻzbekiston Respublikasi Oliy Majlisi Senati?) è la camera alta dell’Oliy Majlis. Essa è affiancata dalla Camera Legislativa, che svolge il ruolo di camera bassa.

## Composizione e poteri
Il Senato è composto da 100 senatori, aventi mandato quinquennale. 84 di loro rappresentano le Regioni dell'Uzbekistan, mentre 16 sono nominati dal Presidente della Repubblica e compongono il potere legislativo del paese, esercitato appunto dall’Assemblea (che è, tra le due, la camera debole), poiché essa ha, oltre al compito generico di legiferare, quello di semplice organo consultivo.